# Djebel Fkirine
Djebel Fkirine o Djebel Fkrine (àrab: جبل فْكِيرِين, Jabal Fkīrīn—) és un massís muntanyós del nord-est de Tunísia, a la part nord-central del Dorsal tunisià. Al vessant nord hi ha la ciutat de Saïdaine. Es considera part de les muntanyes de la Zeugitana.